# Río Maimecha
El río Maimechá (en ruso: Маймеча, en italiano: Majmeča) es un río localizado en la Región económica de Siberia del Este, Rusia. Es el mayor de los afluentes del río Jeta, a su vez una de las fuentes del río Játanga, que desemboca en el mar de Láptev. Tiene una longitud de 650 km, y drena una cuenca de 26.500 km².
Administrativamente, el río Maimechá discurre por el krai de Krasnoyarsk de la Federación de Rusia.

## Geografía
El río Maimechá nace en la vertiente oriental de la meseta de Putorana y discurre primero en dirección sur, para a continuación describir una gran vuelta y encaminarse hacia el norte, para acabar internándose en su tramo final en las llanura de Siberia Septentrional, en una zona pantanosa con numerosos lagos. Desemboca en el río Jeta por su ribera derecha.
El río está congelado, por lo general, desde finales de septiembre o principios de octubre hasta finales de mayo o principios de junio.